# Indische Frauen-Cricket-Nationalmannschaft in England in der Saison 2022
Die Tour der indischen Frauen-Cricket-Nationalmannschaft nach England in der Saison 2022 fand vom 10. bis zum 24. September 2022 statt. Die internationale Cricket-Tour war Bestandteil der Internationalen Cricket-Saison 2022 und umfasste drei WODIs und drei WTwenty20s. England gewann die WTwenty20-Serie 2–1, während Indien die WODI-Serie 3–0 für sich entscheiden konnte.

## Vorgeschichte
England spielte zuvor eine Tour gegen Südafrika, Indien eine Tour in Sri Lanka. Das letzte Aufeinandertreffen der beiden Mannschaften bei einer Tour fand in der Saison 2021 in England statt.

## Stadien
Die folgenden Stadien wurden für die Austragung der Tour ausgewählt und am 13. April 2021 bekannt gegeben.
| Stadion               | Stadt             | Kapazität | Spiele  |
| --------------------- | ----------------- | --------- | ------- |
| Bristol County Ground | Bristol           | 17.500    | 3. WT20 |
| St Lawrence Ground    | Canterbury        | 7.000     | 2. WODI |
| Emirates Durham       | Chester-le-Street | 17.000    | 1. WT20 |
| County Cricket Ground | Derby             | 9.500     | 2. WT20 |
| County Cricket Ground | Hove              | 7.000     | 1. WODI |
| Lord’s Cricket Ground | London            | 30.000    | 3. WODI |

## Kaderlisten
Indien benannte seine Kader am 19. August 2022.
England benannte seinen WTwenty20-Kader am 6. September 2022.
| WODI | WODI | WTwenty20 | WTwenty20 |
| England | Indien | England | Indien |
| --- | --- | --- | --- |
| - Amy Jones (K) - Tammy Beaumont - Lauren Bell - Maia Bouchier - Alice Capsey - Kate Cross - Freya Davies - Alice Davidson-Richards - Charlie Dean - Sophia Dunkley - Sophie Ecclestone - Freya Kemp - Emma Lamb - Issy Wong - Danni Wyatt | - Harmanpreet Kaur (K) - Smriti Mandhana (VK) - Simran Bahadur - Taniya Bhatia (wk) - Yastika Bhatia (wk) - Harleen Deol - Rajeshwari Gayakwad - Jhulan Goswami - Dayalan Hemalatha - Sabbhineni Meghana - Sneh Rana - Jemimah Rodrigues - Meghna Singh - Renuka Singh - Deepti Sharma - Pooja Vastrakar - Shafali Verma | - Amy Jones (K) - Lauren Bell - Maia Bouchier - Alice Capsey - Kate Cross - Alice Davidson-Richards - Freya Davies - Sophia Dunkley - Sophie Ecclestone - Sarah Glenn - Freya Kemp - Bryony Smith - Issy Wong - Danni Wyatt | - Harmanpreet Kaur (K) - Smriti Mandhana (VK) - Simran Bahadur - Taniya Bhatia (wk) - Rajeshwari Gayakwad - Richa Ghosh (wk) - Dayalan Hemalatha - Sabbhineni Meghana - Kiran Navgire - Sneh Rana - Jemimah Rodrigues - Meghna Singh - Renuka Singh - Deepti Sharma - Pooja Vastrakar - Shafali Verma - Radha Yadav |

## Tour Matches
| 6. September Scorecard | Chester-le-Street | Indien 149 (19.5) | – | England 15-1 (2) |
|                        |                   | No Result         |   |                  |

## Women’s Twenty20 Internationals

### Erstes WTwenty20 in Chester-le-Street
| 10. September Scorecard | Chester-le-Street | Indien 132-7 (20)             | – | England 134-1 (13) |
|                         |                   | England gewinnt mit 9 Wickets |   |                    |

England gewann den Münzwurf und entschied sich als Feldmannschaft zu beginnen. Als Spielerin des Spiels wurde Sarah Glenn ausgezeichnet.

### Zweites WTwenty20 in Derby
| 13. September Scorecard | Derby | England 142-6 (20)           | – | Indien 146-2 (16.4) |
|                         |       | Indien gewinnt mit 8 Wickets |   |                     |

England gewann den Münzwurf und entschied sich als Schlagmannschaft zu beginnen. Als Spielerin des Spiels wurde Smriti Mandhana ausgezeichnet.

### Drittes WTwenty20 in Bristol
| 15. September Scorecard | Bristol | Indien 122-8 (20)             | – | England 126-3 (18.2) |
|                         |         | England gewinnt mit 7 Wickets |   |                      |

England gewann den Münzwurf und entschied sich als Feldmannschaft zu beginnen. Als Spielerin des Spiels wurde Sophie Ecclestone ausgezeichnet.

## Women’s One-Day Internationals

### Erstes WODI in Hove
| 18. September Scorecard | Hove | England 227-7 (50)           | – | Indien 232-3 (44.2) |
|                         |      | Indien gewinnt mit 7 Wickets |   |                     |

Indien gewann den Münzwurf und entschied sich als Feldmannschaft zu beginnen. Als Spielerin des Spiels wurde Smriti Mandhana ausgezeichnet.

### Zweites WODI in Worcester
| 21. September Scorecard | Canterbury | Indien 333-5 (50)          | – | England 245 (44.2) |
|                         |            | Indien gewinnt mit 88 Runs |   |                    |

England gewann den Münzwurf und entschied sich als Feldmannschaft zu beginnen. Als Spielerin des Spiels wurde Harmanpreet Kaur ausgezeichnet.

### Drittes WODI in London
| 24. September Scorecard | London (Lord’s) | Indien 169 (45.4)          | – | England 153 (43.3) |
|                         |                 | Indien gewinnt mit 16 Runs |   |                    |

England gewann den Münzwurf und entschied sich als Feldmannschaft zu beginnen. Als Spielerin des Spiels wurde Renuka Singh ausgezeichnet.

## Auszeichnungen

### Player of the Series
Als Player of the Series wurden der folgende Spieler ausgezeichnet.
| Serie | Player of the Series |
| ----- | -------------------- |
| WODI  | Harmanpreet Kaur     |
| WT20  | Sophia Dunkley       |

### Player of the Match
Als Player of the Match wurden die folgenden Spielerinnen ausgezeichnet.
| Spiel   | Player of the Match |
| ------- | ------------------- |
| 1. WODI | Smriti Mandhana     |
| 2. WODI | Harmanpreet Kaur    |
| 3. WODI | Renuka Singh        |
| 1. WT20 | Sarah Glenn         |
| 2. WT20 | Smriti Mandhana     |
| 3. WT20 | Sophie Ecclestone   |